# Blue Diamond
Blue Diamond és una concentració de població designada pel cens dels Estats Units a l'estat de Nevada. Segons el cens del 2000 tenia 282 habitants.

## Demografia
Segons el cens del 2000, Blue Diamond tenia 282 habitants, 118 habitatges, i 78 famílies La densitat de població era de 14,79 habitants per km².
Dels 118 habitatges en un 28,0% hi vivien nens de menys de 18 anys, en un 48,3% hi vivien parelles casades, en un 13,6% dones solteres, i en un 33,9% no eren unitats familiars. En el 25,4% dels habitatges hi vivien persones soles el 5,9% de les quals corresponia a persones de 65 anys o més que vivien soles. El nombre mitjà de persones vivint en cada habitatge era de 2,39 i el nombre mitjà de persones que vivien en cada família era de 2,85.
Per edats la població es repartia de la següent manera: un 19,9% tenia menys de 18 anys, un 6,3% entre 18 i 24, un 26,6% entre 25 i 44, un 36,2% de 45 a 64 i un 11,0% 65 anys o més.
L'edat mediana era de 42,9 anys. Per cada 100 dones hi havia 104,35 homes. Per cada 100 dones de 18 o més anys hi havia 101,79 homes.
La renda mediana per habitatge era de 54.091 $ i la renda mediana per família de 54.432 $. Els homes tenien una renda mediana de 47.604 $ mentre que les dones 47.692 $. La renda per capita de la població era de 30.479 $. Aproximadament el 15,9% de les famílies i el 7,2% de la població estaven per davall del llindar de pobresa.

## Poblacions més properes
El següent diagrama mostra les poblacions més properes.